# Први равногорски корпус ЈВуО
Први равногорски корпус био је корпус Југословенске војске у Отаџбини који је обухватао срезове таковски, драгачевски током Другог свјетског рата. Командант корпуса био је капетан Звонимир Вучковић. Бројно стање корпуса било је око 2.500 бораца, 1943. године.

## Састав корпуса
- Комадант: капетан Звонимир Вучковић
- Заступници команданта: капетан Димитрије Лазаревић и капетан Коста Костић
- Помоћници команданта: поручник Крста Кљајић, поручник Давид Дача Симовић и потпуковник Марко Марковић
- Начелник штаба: капетан Михаило Маја Батрићевић (до јуна 1944), затим капетан Душан Ђорић
- Ађутант: поручник Радојко Јовановић
- Официри за везу: капетан Никола Раковац, п.пор. Живојин Симић и поручник Петар Стојнић
- Политички саветници: Резервни поручник Раденко Тадић и резервни поручник Радоје Вукчевић
- Шеф пропаганде: резервни поручник Вељко Кривошић
- Помоћник шефа пропаганде: Андра Полети
- Радио-телеграфиста: наредник Слободан Ликић
- Интендант: поручник Раде Бирач
- Вођа и инструктор групе за саботаже: наредник Фрањо Сеничар
- Корпусни лекар: др Петар Јовановић Нешков, са супругом Татјаном
- Корпусни војни суд: судски капетан Милош Томашевић, интендантски поручник Раде Бакрач, судски поручник Атанасије Таса Илић и п.пор. Светомир Анђелковић
- Корпусни свештеник: Протојереј Михајло Мика Ђорђевић
- Главни корпусни курири: резервни поручник Никола Поповић и Славка Дамјановић
- Командант Пратећег (Штабног) батаљона: ваздухопловни п.пор. Милош Узуновић
- Командант батаљона за обезбеђење аеродрома у Прањанима: капетан Ивко Јовановић
- Редакција корпусног листа “Равногорска мисао“: новинар Вељко Кривошић, новинар Бата Костић и београдски адвокати резервни официри Д. Лазаревић, Андра Полети и Драгомир Драги Герасимовић
- Корпусни технички референт: резервни инжењеријски капетан Милан Веркић, грађевински инжењер

## Јединице

### Прва таковска бригада
Командант: поручник Чедомир Умковић (до 1. јула 1943), п.пор. Крста Кљајић (од 1. до 4. јула 1943, када је убијен од љотићеваца, из заседе, код села Горње Црнуће), поручник Радојко Јовановић (рањен и заробљен од Немаца крајем августа 1943), ваздухопловни наредник Обрад Радишић (заробљен од Немаца јануара 1944. и отеран у Маутхаузен, где је умро 1945), и п.пор. Милић Маркељић Помоћник команданта: п.пор. Никола Шотра
- 1. батаљон: ком. наредник Милутин Лазаревић
- 2. батаљон: ком. наредник Десимир Марковић
- 3. батаљон: ком. коњички наредник Ћира Ћировић
- 4. батаљон: ком. наредник Обрад Давидовић

### Друга таковска бригада
Командант: п.пор. Крста Кљајић (до 1. јула 1943), п.пор. Чедомир Умковић (до априла 1944), потпорулчник Андрија Гавран (до децембра 1944) и поручник Светомир Анђелковић
Помоћник команданта: п.пор. Чедомир Сретеновић
- 1. батаљон: ком. наредник Милош Узуновић
- 2. батаљон: ком. наредник Милун Поповић
- 3. батаљон: ком. наредник Милош Капетановић
- 4. батаљон: ком. непознат

### Трећа таковска јуришна
Командант: п.пор. Бојан Радивојевић

### Четврта таковска јуришна
Командант: поручник Михајло Петровић

### Прва драгачевска бригада
Командант: жандармеријски п.пор. Милутин Јанковић (до 1. јануара 1944), затим поручник Илија Шарац (до 22. фебруара 1944) и поручник Драгиша Пеливановић (до новембра 1944)
Заменик команданта: поручник Миладин Миладиновић
Командир Штабне чете: наредник Драгомир Митровић
- 1. батаљон: ком. поручник Петар Д. Ђокић
- 2. батаљон: ком. наредник Крстић
- 3. батаљон: ком. наредник Обрад Миловановић
- 4. батаљон: ком. наредник Рад. Р. Ђорђевић

### Друга драгачевска бригада
Командант: поручник Драгиша Пеливановић (до јуна 1944) и поручник Гојко Маричић (до децембра 1944)
3. батаљон: ком. наредник Миладин Ковачевић

### Летећа бригада
Командант: поручник Михајло Ненадић. Бројно стање Летеће бригаде пролећа 1944: 312 људи под оружјем у три батаљона

### Прва омладинска бригада Миливоје Наумовић
Командант: поручник Живота Капетановић (Омладинска бригада Првог равногорског корпуса имала је два батаљона; остали подаци нису познати)